# Verkkosaari (ö i Södra Savolax, Pieksämäki, lat 62,13, long 28,06)
Verkkosaari är en ö i Finland. Den ligger i sjön Haukivesi och i kommunen Jorois i den ekonomiska regionen  Pieksämäki ekonomiska region  och landskapet Södra Savolax, i den södra delen av landet, 270 km nordost om huvudstaden Helsingfors. Öns största längd är 8 kilometer i sydöst-nordvästlig riktning.